# Herbert Pundik
Herbert Pundik (Nahum Pundak) (født 23. september 1927 i København, død 8. december 2019) var en dansk journalist og forfatter.

## Baggrund og tidlig karriere
Herbert Pundik var jøde og født i København. I 1943 flygtede han med sin familie til Sverige pga. jødeforfølgelserne under 2. verdenskrig.
Han blev gift med Inge Ruth (kaldet Sussi) i 1951. Han var fader til Ron Pundak og datter Michal. Han mistede en søn, Uri, i Yom Kippur-krigen.
Under den den arabisk-israelske krig i 1948 meldte Pundik sig til det israelske arbejderpartis milits Haganah, der siden blev til den israelske hær. Ifølge Herbert Pundiks egen biografi var han en del af Aleksandrinobrigaden.
I 1954 immigrerede han med sin familie til Tel Aviv, hvor han blev boende, selvom han har haft fast arbejde i København.
I 1955-65 var han udenrigskorrespondent for Information, hvor han bl.a. skrev om Israel. Sideløbende hermed skrev han fra 1956 for den israelske fagbevægelsesavis Davar samt var korrespondent for DR.
Han blev ansat som rejsende reporter ved Politiken i 1965, og i 1970-93 var han chefredaktør samme sted. Fra 1993 fungerede han som seniorudenrigskorrespondent og kommentator ved avisen. I 2002 indtrådte han i avisens bestyrelse.
I 2008 blev han adjungeret professor på Institut for Historie, Internationale Studier og Samfundsforhold ved Aalborg Universitet.
I 2010 afslørede Pundik, at han i 1960'erne under sine reportagerejser som journalist til Afrika indsamlede oplysninger og skrev efterretningsrapporter for Mossad. Rapporterne blev tillige afleveret til Forsvarets Efterretningstjeneste.
Herbert Pundik arbejdede også som rejseguide, hvor han viste rundt i Israel/Palæstina.[kilde mangler]

## Kuriosa
Herbert Pundik boede i mange år i Israel, og fra 1965 pendlede frem og tilbage mellem Tel Aviv og København, 1 uge ad gangen hvert sted.[kilde mangler] Regner man med 50 årlige flyvninger bliver dette næsten 1500 flyvninger i årene 1965-93.[kilde mangler] Han fortsatte denne praksis med at bo i Israel og arbejde i København, selv efter at han holdt op som chefredaktør i 1993.

## Priser
- Cavlingprisen 1966
- Publicistprisen 1991
- Rosenkjærprisen 1993
- Modersmål-Prisen 1993
- Paul Hammerich-Prisen 1996
- Ebbe Munch-Prisen 1999
- Ole Lippmanns Mindepris 2006